# آپولونیوس رودسی
آپولونیوس اهل رودس (بهیونانی باستان: Ἀπολλώνιος Ῥόδιος Apollṓnios Rhódios; لاتین: Apollonius Rhodius; fl. نیمه اول سده ۳ پیش از میلاد) یک نویسنده یونان باستان و یک حماسه‌سرا، پژوهشگر و مدیر کتابخانه اسکندریه مصر بود. او بیشتر برای شعر آرگونوتیکا تنها اثر حماسی باقی‌مانده از عصر هلنیستی شناخته شده‌است.
آرگونوتیکا اسطوره سفر دریایی یاسون و آرگونات‌ها را برای بازیابی پشم زرین از سرزمین اسطوره‌ای کولخیس بیان می‌کند. در آرگونوتیکا، به دستور پادشاه پلیاس، یاسون گرفتار می‌شود، به این پادشاه ابلاغ شده بود که فردی با یک صندل خواهد آمد و نمسیس او خواهد بود. یاسون یکی از صندل‌های خود را در رودخانه از دست داد، وارد دربار پلیوس شد، و این حماسه شکل گرفت. تقریباً تمام قهرمانان نسل بعد از هرکول، همراه یاسون، در کشتی آرگو به سمت پشم زرین حرکت نمودند. همچنین تسئوس در میان این نسل بود، او به کرت رفته بود تا سر مینوتور را ببرد؛ آتالانته، زن قهرمان، و ملئاگروس، که دارای چرخه حماسی در رقابت با ادیسه و ایلیاد بود. پیندار، آپولونیوس از روده و بابیلیوتکا، تلاش کردند لیست کاملی از آرگونات‌ها را ارائه دهند.
گرچه آپولونیوس این داستان را در قرن سوم قبل از میلاد نوشته‌است، اما ریشه آن به قبل از داستان ادیسه بازمی‌گردد، که ظاهراً ادیسئوس با ویژگی‌های یاسون خو گرفته‌است (سرگردان بودن ادیسئوس برپایه آن بوده‌است). در دوران باستان، این سفر یک حقیقتی تاریخی بود، و این حادثه در دریای سیاه اطراف یونان رخ داد. همچنین این داستان بسیار محبوب است، و چرخه‌ای از بسیاری از افسانه‌های محلی را شکل می‌دهد. به ویژه داستان مدئا، از تصورات اشعار تراژیک به‌دست آمده‌است.
هنگامی که او به تقلید هومر می‌پردازد به عنوان یک شاعر شکست می‌خورد. شهرت وی با مطالعات اخیر که با تأکید بر ویژگی‌های خاص شاعران دوره هلنیستی به عنوان وارثان علمی سنت ادبی طولانی در دورانی منحصر به فرد در تاریخ صورت گرفته تقویت شده‌است.

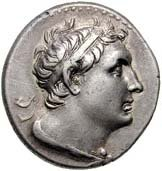
سکه‌ای با نقش بطلمیوس سوم یورگتس که ممکن است یکی از شاگردان آپولونیوس باشد.